# Distretto di Beroroha
Il distretto di Beroroha è un distretto del Madagascar situato nella regione di Atsimo-Andrefana. Ha per capoluogo la città di Beroroha.
La popolazione del distretto è di 43 310 abitanti (censimento 2011). 

## Comuni
Il distretto è ulteriormente suddiviso in nove comuni:
- Behisatra (Behisatsy)
- Bemavo
- Beroroha
- Fanjakana
- Mandronarivo
- Marerano
- Sakena
- Tanamary
- Tanandava